# Saint-Maixant, Creuse
Saint-Maixant este o comună în departamentul Creuse din centrul Franței. În 2009 avea o populație de 225 de locuitori.

## Evoluția populației
| An        | 1975 | 1982 | 1990 | 1999 | 2006 | 2009 |
| --------- | ---- | ---- | ---- | ---- | ---- | ---- |
| Populație | 304  | 298  | 255  | 260  | 232  | 225  |